# Tarn Beck (Beacon Tarn)
Der Tarn Beck ist ein Fluss im Lake District, Cumbria, England. Der Tarn Beck entsteht am südlichen Ende des Beacon Tarn, dessen einzigen Abfluss er darstellt. Der Tarn Beck fließt in südlicher Richtung bis zu seiner Mündung in den Greenholme Beck.